# Belonidium caricincola
Belonidium caricincola är en svampart som beskrevs av Rehm 1891. Belonidium caricincola ingår i släktet Belonidium och familjen Hyaloscyphaceae.   Inga underarter finns listade i Catalogue of Life.